# Orsa IK
Orsa IK är en ishockeyklubb från Orsa i Dalarna. Klubben bildades 1947 och har huvudsakligen spelat i lägre divisioner, men säsongen 1964/1965 spelade man i Division II som då var näst högsta divisionen inom ishockey i Sverige.

Flera framgångsrika spelare har börjat sin bana i klubben bl.a.:
- Dag Olsson
- Göran Bruksner
- Kjell Jönsson
- Kurt Jakobsson
- Leif Jakobsson
- Nils Carlsson
- Sören Borgström